# June Martel
June Martel (nacida como Martha Irene Greif; 19 de noviembre de 1909-23 de noviembre de 1978) fue una cantante y actriz de cine y teatro de Chicago, Illinois. Era una morena menuda.

## Cantante y actriz
Su carrera comenzó como cantante en Atlantic City, Nueva Jersey. Martel formó parte del reparto de la obra de Broadway (Manhattan), Snatch as Snatch Can, en mayo de 1934. Otros actores que formaron pareja con ella fueron Barton MacLane. Su primer papel en el cine fue en Front Page Woman (1935), seguida de Going Highbrow (1935). Esta última fue protagonizada por Guy Kibbee. Fue la protagonista femenina de Fighting Youth (1935). En el papel de "Betty Wilson'", Martel actuó junto a Charles Farrell y Andy Devine.  La película combinaba la emoción del fútbol con la influencia del comunismo en el atletismo universitario.
Martel fue fichada por Harry Warner de Warner Bros. en 1935. Otras aspirantes a actrices de la Warner eran Olivia de Havilland, June Grabiner, Nan Grey y Dorothy Dare. En agosto de 1936 ya era propiedad de Paramount Pictures. El estudio le dio el papel de ingenua en American Plan. La historia trataba de una chica que hereda un periódico, adaptación de una obra inédita de Manny Seff y Milton Lazarus.  También apareció en Sitting on the Moon en 1936.
Los últimos papeles de Martel en la pantalla llegaron a finales de la década de 1930, en películas de wéstern. Entre ellas se encuentran Forlorn River (1937), Wild Horse Rodeo (1937) y Santa Fe Stampede (1938).

## Vida personal
Coleccionaba joyas raras y en 1937 ya tenía un pequeño baúl lleno de objetos. En febrero de 1941, Martel se casó con el guionista Frank Fenton. Fenton era también guionista y escritor de revistas. Su primer marido fue Walter J. Klavun, graduado de la Universidad Yale, de quien se divorció en México en 1938.
June Martel falleció en 1978 en Condado de Los Ángeles, California.

## Filmografía
| Año  | Título              | Papel              | Notas                          |
| ---- | ------------------- | ------------------ | ------------------------------ |
| 1935 | Going Highbrow      | Sandy              |                                |
| 1935 | Front Page Woman    | Olive Wilson       |                                |
| 1935 | Waterfront Lady     | Chorus Girl        | Uncredited                     |
| 1935 | Dr. Socrates        | Young Woman        | Uncredited                     |
| 1935 | Fighting Youth      | Betty Wilson       |                                |
| 1936 | Sitting on the Moon | Young Wife         |                                |
| 1936 | Arizona Mahoney     | Sue Beatrice Bixby |                                |
| 1937 | Her Husband Lies    | Betty Thomas       |                                |
| 1937 | Night of Mystery    | Barton             |                                |
| 1937 | Forlorn River       | Ina Blaine         |                                |
| 1937 | Wild Horse Rodeo    | Alice Harkley      |                                |
| 1938 | Santa Fe Stampede   | Nancy Carson       | (último papel cinematográfico) |